# Kristaps Valters
Kristaps Valters (Riga, 18 settembre 1981) è un ex cestista lettone, professionista in Turchia, Grecia, Italia, Russia e Spagna.

## Carriera
Con la Lettonia ha disputato quattro edizioni dei Campionati europei (2001, 2003, 2005, 2009).

## Palmarès
- Campionato lettone: 1

1998-99